# جوزيف دبليو. لاتيمر
جوزيف دبليو. لاتيمر (بالإنجليزية: Joseph W. Latimer)‏ هو عسكري أمريكي، ولد في 27 أغسطس 1843 في مقاطعة برينس ويليام في الولايات المتحدة، وتوفي في 1 أغسطس 1863 في هاريسونبورغ في الولايات المتحدة.